# Йозеф Гайндль
Йозеф Гайндль (нім. Josef Heindl; 10 березня 1904, Мюнхен — 10 вересня 1943, Суми) — німецький офіцер, оберстлейтенант резерву вермахту. Кавалер Лицарського хреста Залізного хреста з дубовим листям.

## Біографія
В 1923 році вступив на службу в 19-й піхотний полк. В 1936 році вийшов у відставку. 26 серпня 1939 року призваний на службу і зарахований в 199-й піхотний полк «Ліст» (в цьому полку під час Першої світової війни служив Адольф Гітлер), з яким брав участь у Польській та Французькій кампаніях, а також у Німецько-радянській війні, командував 1-м батальйоном полку. Відзначився у боях під Харковом. З 17 серпня 1943 року — командир 199-го гренадерського полку. Загинув у бою.

## Звання
- Солдат (1923)
- Фельдфебель
- Лейтенант резерву (1937)
- Гауптман резерву (1940)
- Майор резерву (1 березня 1943)
- Оберстлейтенант резерву (18 листопада 1943, посмертно)

## Нагороди
- Медаль «За вислугу років у Вермахті» 4-го і 3-го класу (12 років)
- Залізний хрест
  - 2-го класу (9 жовтня 1939)
  - 1-го класу (3 червня 1940)
- Штурмовий піхотний знак в сріблі
- Німецький хрест в золоті (26 грудня 1941)
- Медаль «За зимову кампанію на Сході 1941/42»
- Нагрудний знак «За поранення» в золоті
- Лицарський хрест Залізного хреста з дубовим листям
  - лицарський хрест (9 лютого 1943)
  - дубове листя (№ 328; 18 листопада 1943, посмертно)